# Joie Ray
Joie Ray (né le 13 avril 1894 à Kankakee et décédé le 15 mai 1978 à Benton Harbor) est un athlète américain spécialiste du demi-fond. Mesurant 1,65 m pour 54 kg, son club était le Illinois Athletic Club. Il est membre du Temple de la renommée de l'athlétisme des États-Unis depuis 1976.

## Biographie

### Palmarès
| Date | Compétition           | Lieu      | Résultat | Épreuve            | Performance    |
| ---- | --------------------- | --------- | -------- | ------------------ | -------------- |
| 1920 | Jeux olympiques d'été | Anvers    | 8e       | 1 500 mètres       | 3 min 57 s 0   |
| 1924 | Jeux olympiques d'été | Paris     | 3e       | 3 000 m par équipe | 25 pts         |
| 1928 | Jeux olympiques d'été | Amsterdam | 14e      | 10 000 mètres      | —              |
| 1928 | Jeux olympiques d'été | Amsterdam | 5e       | Marathon           | 2 h 36 min 4 s |

### Records
| Épreuve      | Performance       | Lieu | Date |
| ------------ | ----------------- | ---- | ---- |
| 3 000 mètres | 8 min 31 s 2      |      | 1923 |
| Marathon     | 2 h 34 min 13 s 4 |      | 1928 |